# Reinhardswald
Der Reinhardswald ist ein über 200 km² großes und bis 472,2 m ü. NHN hohes Mittelgebirge des Weserberglands im Landkreis Kassel, Nordhessen (Deutschland). Davon sind 183 km² Teil des gemeindefreien Gebiets Gutsbezirk Reinhardswald.
Als Ort von Sagen und Legenden, wie Grimmscher Märchen, und besonders durch das Dornröschenschloss Sababurg ist der Reinhardswald überregional bekannt.

## Geographie

### Lage

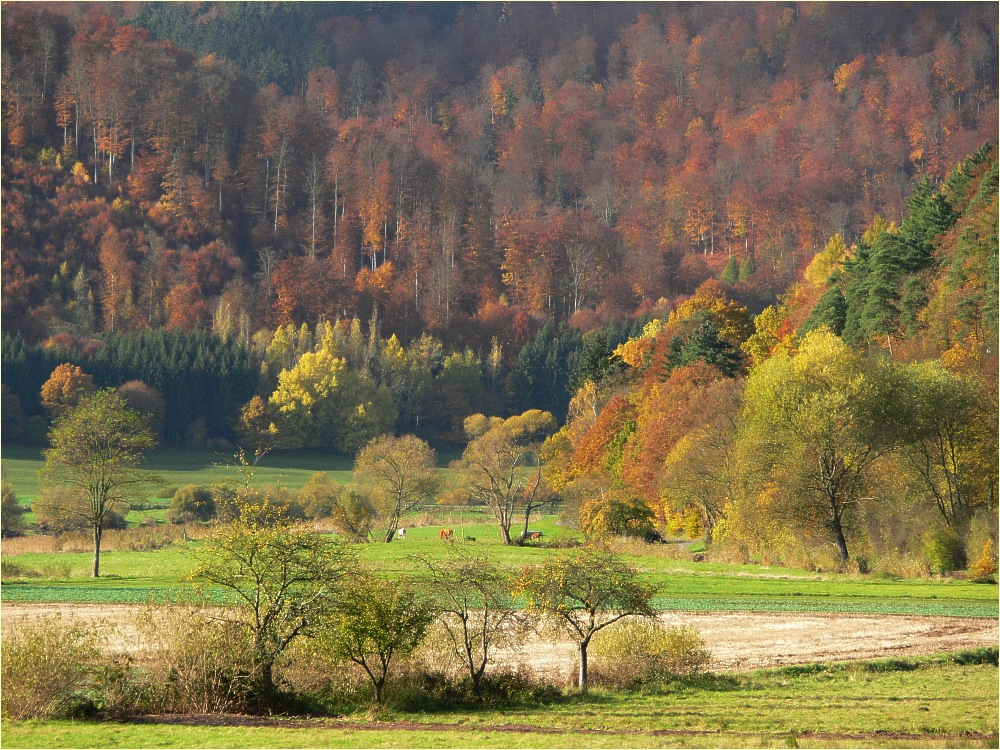
Tal der Weser mit Reinhardswald

Der Reinhardswald befindet sich im Norden von Nordhessen zwischen Kassel und Bad Karlshafen sowie Hann. Münden und Hofgeismar. Im Norden und Osten stößt das Waldgebiet an die Weser und im Südosten und Süden an die Fulda, beide Flüsse bilden hiesig die Grenze zu Niedersachsen. Im Westen grenzt er teils an die Esse und im Nordwesten an die Diemel.
An den Reinhardswald schließen sich jeweils jenseits der Weser der Solling im Norden, der Kiffing im Nordosten und der Bramwald im Osten an. Im Südosten befindet sich jenseits der Fulda der Kaufunger Wald; nicht weit entfernt ragt südwestlich des Reinhardswaldes oberhalb des Kasseler Talkessels der Habichtswald auf.

### Naturräumliche Zuordnung

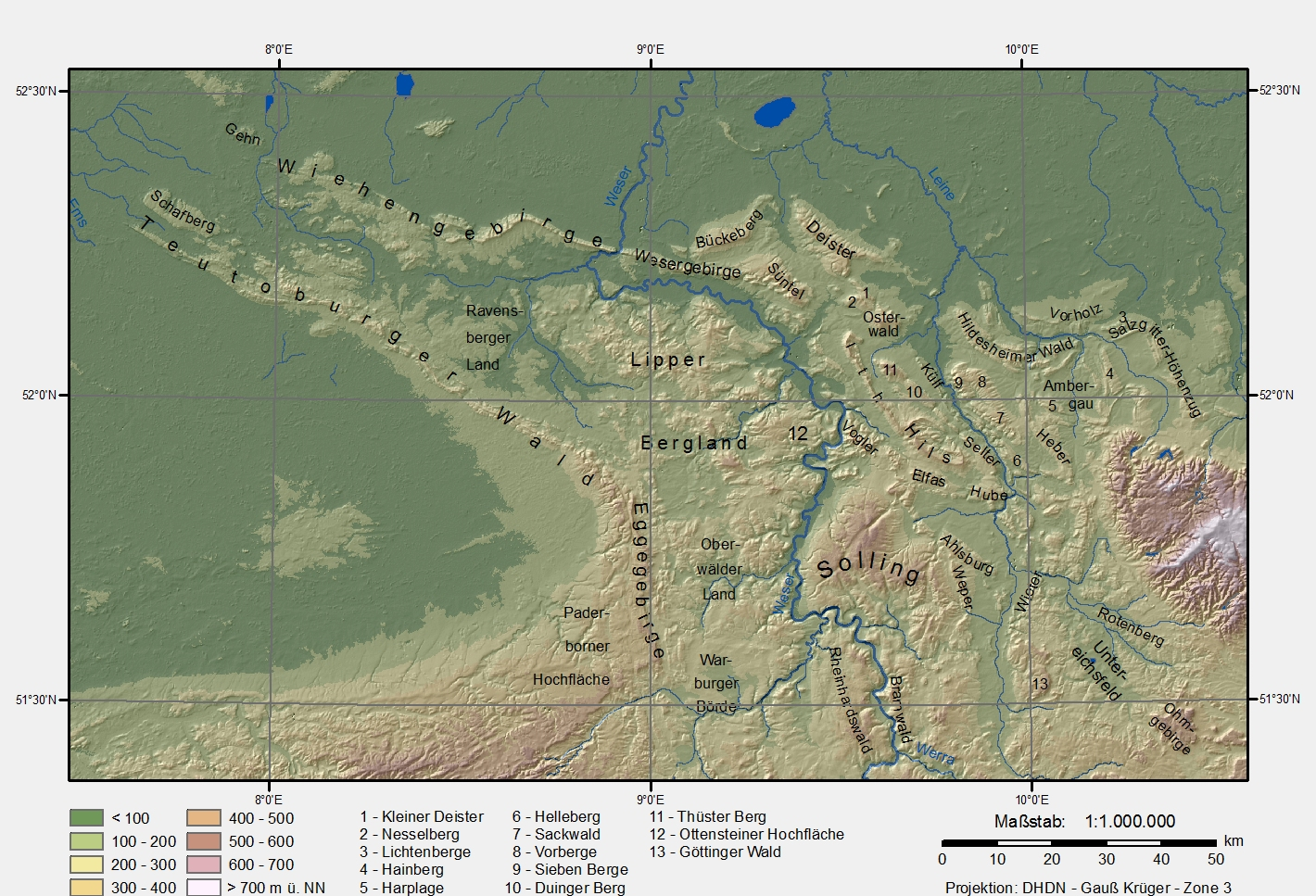
Der Reinhardswald im Niedersächsischen Bergland

Der Mittelgebirgszug bildet in der naturräumlichen Haupteinheitengruppe Weser-Leine-Bergland (Nr. 37) und in der Haupteinheit Solling, Bramwald und Reinhardswald (370) die Untereinheit Reinhardswald (370.4). Die Landschaft fällt nach Süden bis Südsüdosten in die Untereinheit Mündener Fulda-Werra-Talung (370.6) ab und nach Osten und Norden in die Untereinheit Weserdurchbruchstal (370.3). Nach Westen fällt sie in die Untereinheit Hofgeismarer Rötsenke (343.4) ab, die in der Haupteinheitengruppe Westhessisches Bergland (34) zur Haupteinheit Westhessische Senke (343) zählt.

### Berge
Zu den im Reinhardswald gelegenen Bergen und Erhebungen und deren Ausläufern gehören – sortiert nach Höhe in Meter (m) über Normalhöhennull (NHN; wenn nicht anders genannt laut ):
| - Staufenberg (472,2 m) - Gahrenberg (472,1 m) - Hahneberg (460,8 m) - Junkernkopf (ca. 453 m) - Mühlenberg (439,0 m) - Langenberg (ca. 435 m) - Kleiner Staufenberg (421,0 m); Staufenberg-Südkuppe - Großer Pinnacker (400,0 m); Hahneberg-Ostsporn - Ahlberg (394,6 m) - Steinhäufe (391,1 m) - Knotberg (388,0 m) - Olbenberg (371,1 m) - Papenköpfe (367,8 m) - Steinkopf bei Hilwartshausen (353,2 m) - Osterberg (340,6) - Sandkopf (340,1 m) - Staufenküppel (333,8 m) | - Kuhberg (326,0 m) - Grunewaldskopf (324,9 m) - Burgberg der Sababurg (ca. 315 m) - Kuhläger Kopf (290,5 m) - Große Beckerseite (281,4 m) - Heegeberg (280,2 m) - Sieburg (274,2 m) - Ischenberg (271,8 m) - Steinkopf bei Wülmersen (271,1 m) - Steinkopf in Fuldatal (ca. 250 m) - Klipsberg (241,5 m) - Sonderkopf (235,0 m) - Brautstein (209,4 m) - Kleiner Pinnacker (197,6 m); Hahneberg-Südostsporn - Moosberg (185,0 m) - Assaburg (163,5 m) |

### Gewässer
Unmittelbar östlich des Reinhardswaldes fließt die tief ins Tal eingeschnittene Weser, südöstlich die ebenso tief im Tal verlaufende Fulda, westlich die kleine Esse und nordöstlich die Diemel. Die Holzape ist das längste Fließgewässer innerhalb des Mittelgebirges, durch das neben zahlreichen anderen Bächen auch die Holzkape, die Lempe und der Osterbach fließen. Zudem gibt es viele Teiche und Tümpel.

### Ortschaften

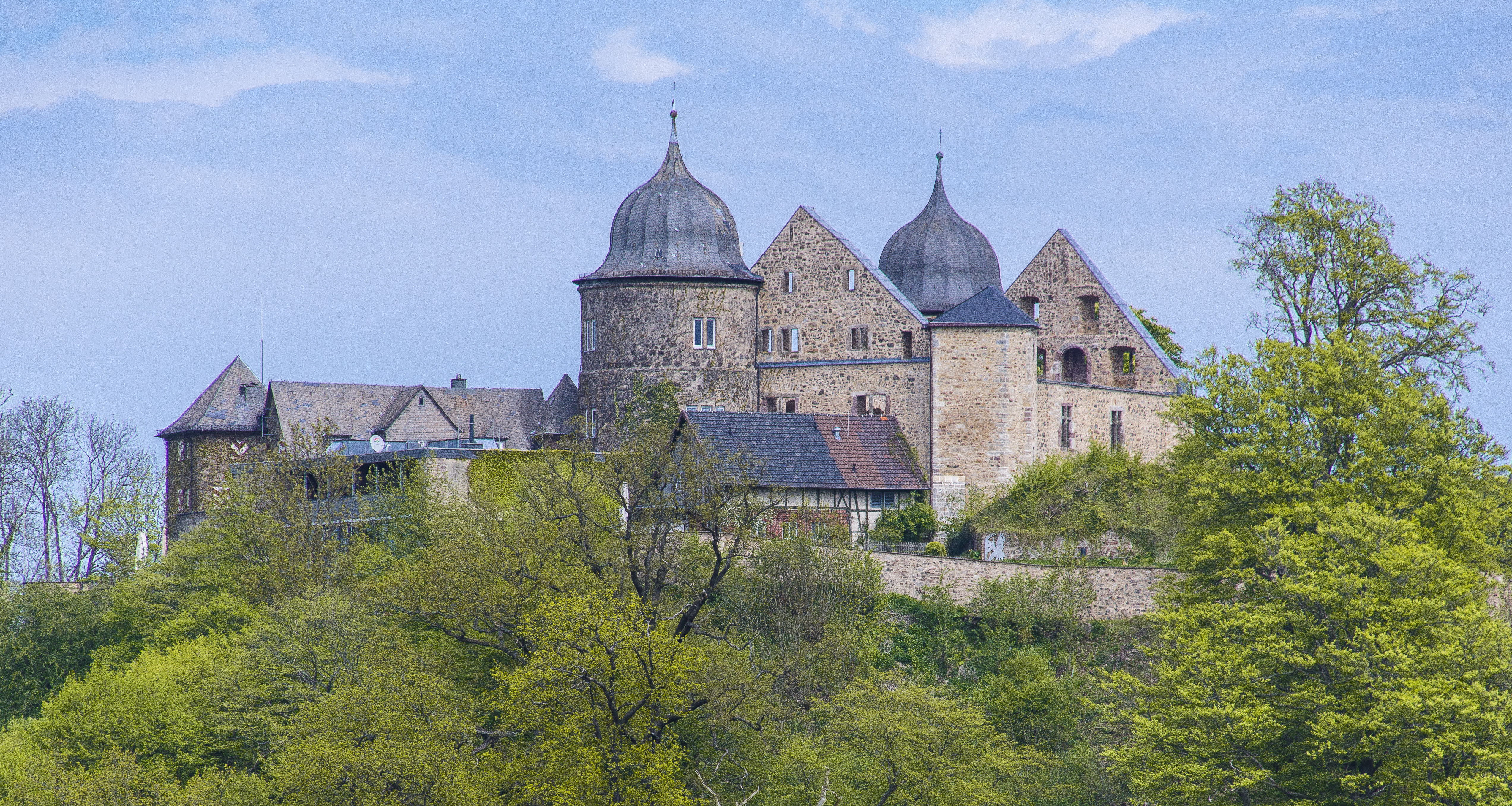
Blick vom Tierpark Sababurg nach Nordwesten zur Sababurg

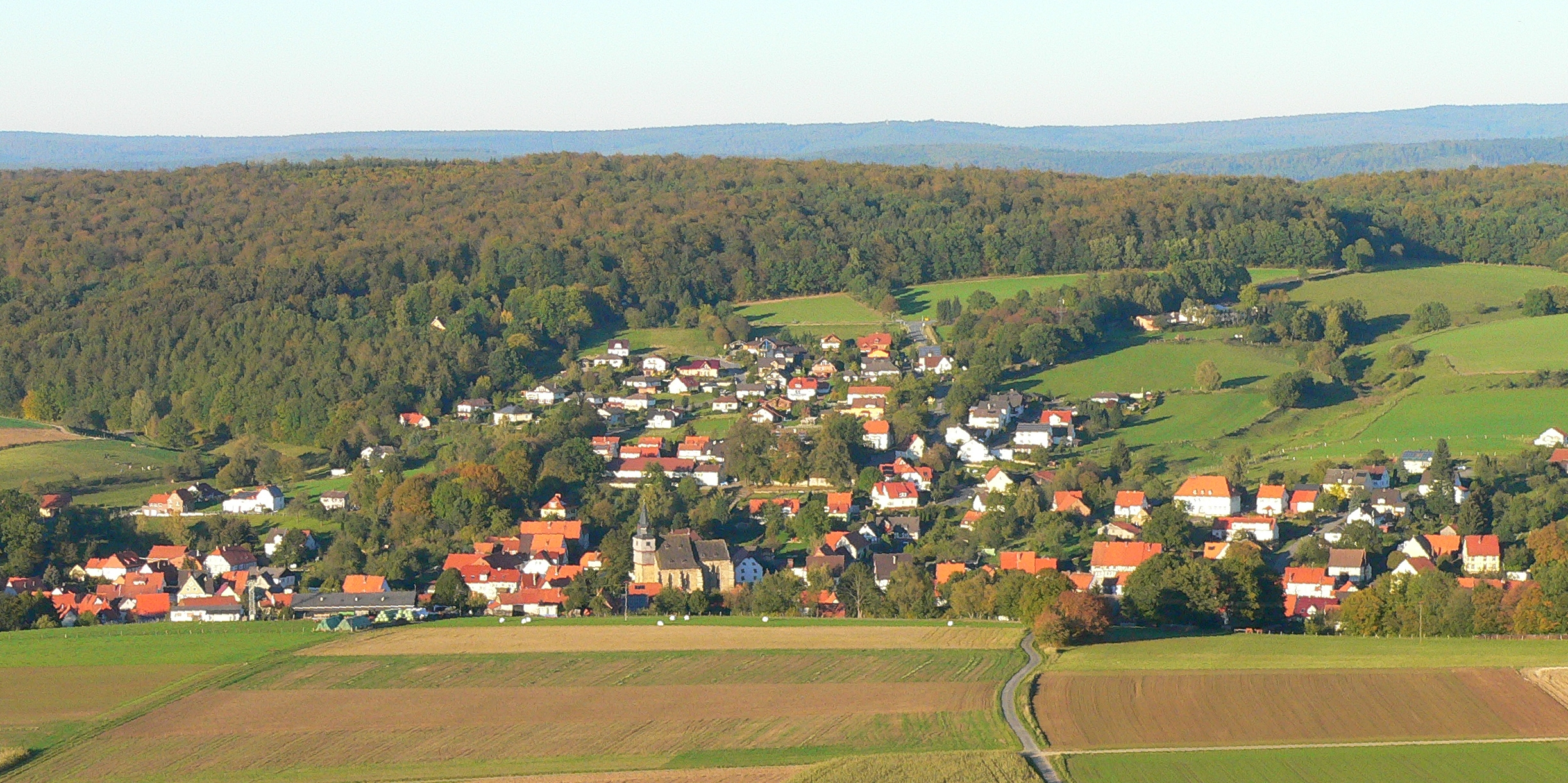
Gottsbüren, Ortsteil von Trendelburg

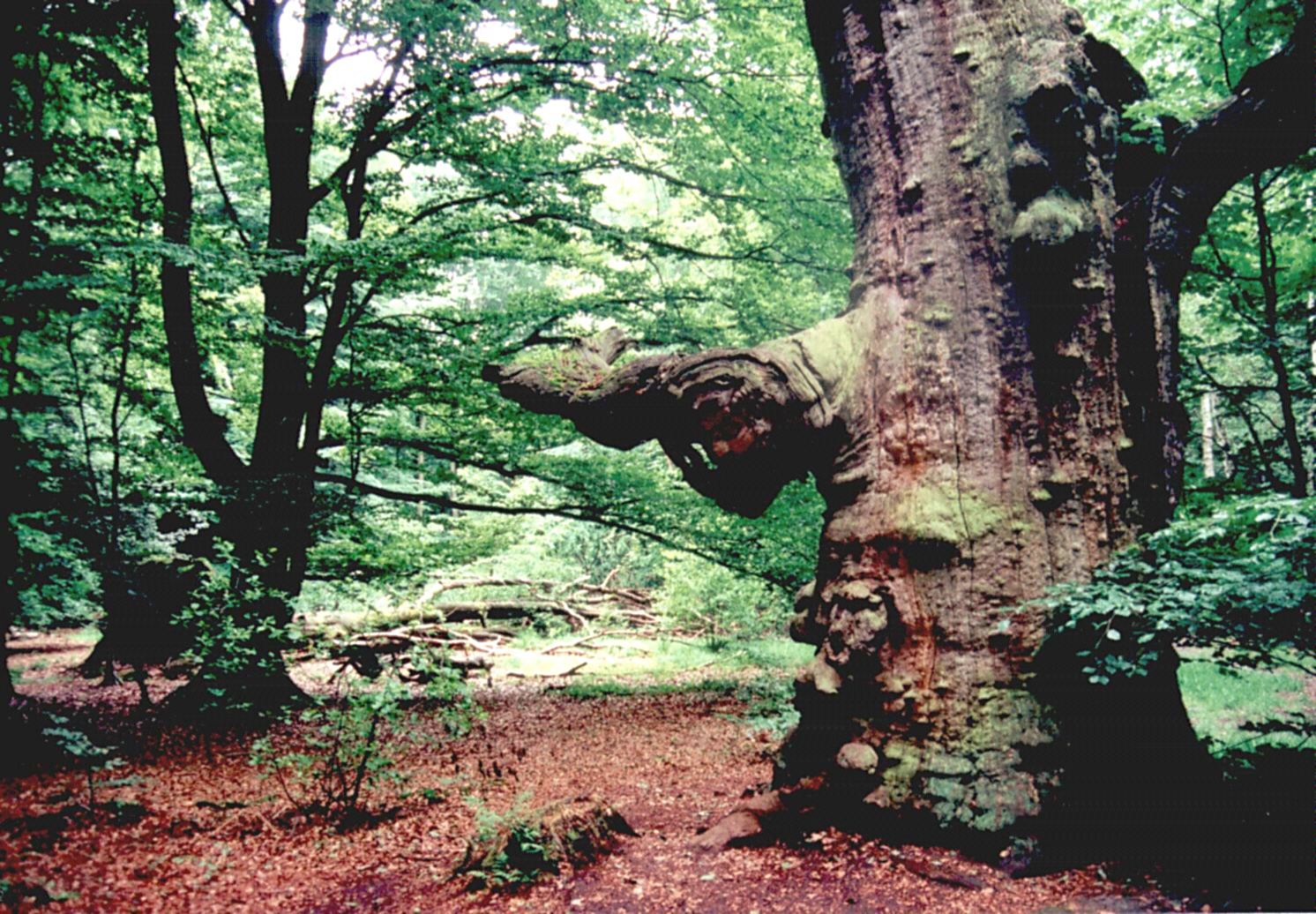
Hutebaum im Urwald Sababurg

Im Reinhardswald liegen nur zwei Ortschaften:
- Trendelburg-Gottsbüren
- Hofgeismar-Beberbeck (Gehöft-Ansiedelung)

An den Rändern oder nahe dem Reinhardswald liegen:
- im Norden: Bad Karlshafen und Bad Karlshafen-Helmarshausen
- im Osten die Wesertaler Ortsteile Gewissenruh, Gieselwerder und Gottstreu sowie Reinhardshagen
- im Südosten Hann. Münden
- im Süden die Fuldataler Ortsteile Wilhelmshausen und Knickhagen sowie Immenhausen-Holzhausen
- im Südwesten Immenhausen, Immenhausen-Mariendorf und Grebenstein-Udenhausen
- im Westen Hofgeismar-Hombressen, Hofgeismar-Schöneberg und Trendelburg-Friedrichsfeld

Etwas weiter vom Reinhardswald entfernt liegen:
- im Westen Grebenstein, Hofgeismar und Trendelburg

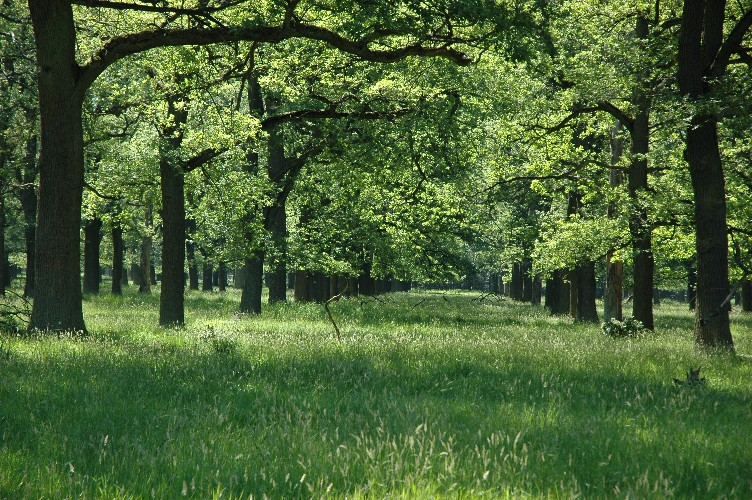
Hutewald im Reinhardswald

- im Süden Kassel

## Beschreibung
Der Reinhardswald umfasst eine sehr weitläufige, sanft gewellte, zumeist dicht bewaldete und seit Jahrhunderten nahezu unbewohnte Buntsandsteinhochfläche, die etwa 200 bis maximal 472,2 m hoch aufragt und nach Westen hin leicht geneigt ist. Seine beiden höchsten Berge, die jeweils stark bewaldet sind, heißen Staufenberg (472,2 m) und Gahrenberg (472,1 m).
Mit über 200 km² Fläche ist der Reinhardswald eine der größten Waldflächen und eines der am wenigsten besiedelten Gebiete Deutschlands; innerhalb Hessens stellt er das größte in sich geschlossene Waldgebiet dar, in dem insbesondere Buchen und Eichen gedeihen. Außerdem gab es weit ausgedehnte Hutewaldflächen bzw. -wälder.

## Geschichte

### Allgemeines
Der Reinhardswald war einst Reichsforst. Den Nordteil zwischen Weser und Diemel schenkte Kaiser Heinrich II. der Abtei Helmarshausen; der Südteil kam an das Bistum Paderborn. Die ersten Siedlungen in der Region, wie die Königsgüter Hofgeismar und Herstelle waren an abseits des Waldes gelegenen Flüssen entstanden. Von dort aus kam es zu ersten Rodungen des Waldrandes zwecks Mastweidewirtschaft. Am Westrand des Reinhardswaldes lag nahe Mariendorf das einstige Töpferei-Dorf und die heutige Wüstung Reinersen. Im Hochmittelalter kamen die Herren von Schöneberg im Reinhardswald zu davor winzenburgischen Lehensrechten. In einer Rodungsphase legten sie mit Billigung ihrer Lehnsherren, der Grafen von Dassel, Orte im bisherigen Waldinneren an. Dabei handelte es sich um Hagenhufendörfer. Wegen der gegenüber den früher angelegten Siedlungen benachteiligten Lage und wegen des politischen Rückzuges der Gründungsterritorialherren fielen sie jedoch bald wieder wüst. Landgraf Heinrich von Hessen kaufte 1305 von Konrad von Schöneberg dessen Hälfte des Waldes und Bischof Balduin von Paderborn verpfändete 1355 auch seinen Teil an Hessen. Der Forst blieb danach hessischer Besitz und wurde für die Landgrafen, besonders für Philipp den Großmütigen, eine beliebte Wildbahn.
Im und am Reinhardswald wurde über Jahrhunderte Bergbau betrieben. Belege für Braunkohlen-Abbau am Gahrenberg (von 1842 bis 1970 im Untertagebergbau) lassen sich schon zur Zeit des Landgrafen Wilhelm IV. ab 1575 finden. Eine frühe Gewinnung von Alaunerde und Quarzsand, der in der Glashütte von Hann. Münden weiterverarbeitet wurde, ist nachgewiesen. Um 1592 war eine Gewerkschaft in Holzhausen bekannt. Aus dem Zeitraum zwischen 1611 und 1666 sind weitere Zeugnisse des Bergbaus belegt.
Weit ausgedehnte Hutewälder und alte Bauernhöfe und Gehöfte zeugen von der landwirtschaftlichen Tradition im Reinhardswald.

### Herkunft des Namens
Zur Herkunft des Namens „Reinhardswald“ gibt es mehrere Theorien. Jacob Grimm hat in einem Aufsatz über die Herkunft hessischer Ortsnamen vier Möglichkeiten aufgezählt:
1. In einer Schenkungsurkunde Kaiser Heinrichs II. von 1019 wird der südliche Teil des Reinhardswaldes dem Bistum Paderborn geschenkt. Der Wald wird über die Dörfer, die ihn umgeben, beschrieben. Eines dieser Dörfer ist das heute wüste Reginhereshuson, das in der Nähe von Mariendorf lag. In einer zweiten Urkunde, in der Kaiserin Agnes 1059 den Wald an das Bistum Paderborn zurückgibt, wird der Wald als foresto Reginhereshuson bezeichnet, woraus dann später der Name Reinhardswald entstanden sei. Grimm bezweifelt, dass ein kleines Dorf einem so großen Wald seinen Namen gegeben habe – eher sei das Gegenteil wahrscheinlich. Die Bezeichnung in der Urkunde von 1059 sei ein Irrtum, der auf die Urkunde von 1019 zurückgehe.
2. Der Name stamme von einem früheren Besitzer mit Namen Reginhart, Reinhart oder Reinart. Allerdings ist kein solcher Besitzer überliefert.
3. Die Namen vieler Wälder stammen von Tieren ab, wie z. B. beim Habichtswald oder beim Spessart (ehemals Spechtshart). Der Name Reinhardswald könne daher von der Fabel Reineke Fuchs stammen. Grimm kann allerdings keine Spuren dafür finden, dass die Fabel einen Bezug zur Wesergegend habe.
4. Die von Grimm bevorzugte Erklärung geht auf die einzelnen Wortbestandteile ein. Die Silbe „hard“ beziehungsweise „hart“ bezeichne dabei bereits einen Wald, was die dritte Silbe überflüssig mache. Der erste Teil, in seiner alten Form „ragin“, später „regin“ und dann „rein“, sei eine Verstärkung, und mache aus dem Wald einen „großen Wald“.

Professor Bonnemann bezeichnete die erste Theorie als die heute anerkannte.
Die Schreibweise des Namens variierte: Reynhartiswald (1303), Reynerswolt (1304), Reinhartswalt (1304, 1369), Reynerswelt (1312), Reinhardswald (1359).

### Sagen
Es gibt mehrere Sagen über die Entstehung des Reinhardswaldes, von denen hier die beiden bekanntesten beschrieben sind:
- Variante 1: Graf Reinhard war ein Spieler und Trunkenbold. Eines Nachts spielte er mit dem Bischof von Paderborn. Nachdem er all sein Geld verloren hatte, setzte er seine gesamten Besitztümer auf ein Spiel, das er verlor. Er bat den Bischof um Gnade und dieser gewährte ihm noch eine weitere Ernte, woraufhin er Eicheln säte. Diese populäre Variante wird auch von einer Theatergruppe aufgeführt.
- Variante 2: Graf Reinhard beherrschte das mächtige, mit Dörfern dicht besetzte Waldgebiet, wurde aber wegen Erpressungen und Räubereien zum Tod verurteilt. Auf sein Flehen wurde ihm gestattet, noch einmal die Huten zu bestellen und abzuernten. Listig besäte er nach Zerstörung der Dörfer die Acker der Bauern mit Eicheln, deren Früchte erst reiften, nachdem er längst gestorben war. So entstand der Reinhardswald.

### DerJudenbaumim Reinhardswald

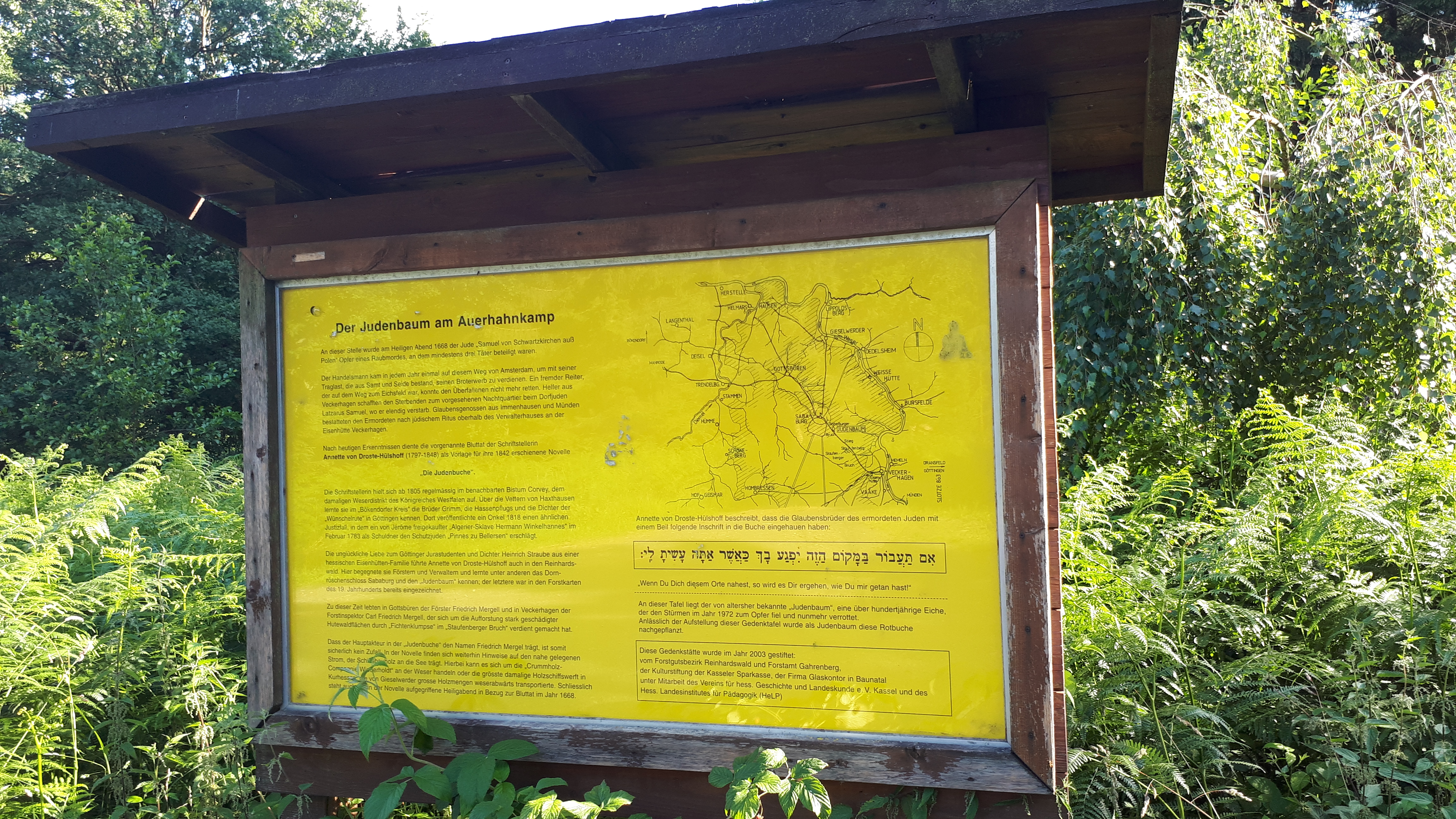
Inzwischen durch eine Stele ersetzte Gedenktafel, die an den Judenbaum erinnerte. Auf der Stele wird die Behauptung, Droste-Hülshoffs Novelle basiere auf dem Mord im Reinhardswald, nicht mehr aufrechterhalten.

Etwa einen Kilometer westlich des Knotberggipfels befindet sich der sogenannte Judenbaum. Hier wurde am Heiligabend des Jahres 1668 der jüdische Händler Samuel von Schwartzkirchen Opfer eines Raubmordes. Bereits 40 Jahre später wurde die Eiche, bei der dies geschah, als Judenbaum in der Schleensteinschen Landkarte vermerkt. Nachdem dieser Baum abgestorben war, fielen mehrere an dessen Stelle gepflanzte Bäume Vandalismus zum Opfer, wobei wegen  Hakenkreuzschmierereien eine antisemitische Motivation offenkundig war. Im Jahr 2020 wurde eine im Urwald Sababurg gezogene Eiche an derselben Stelle gepflanzt und eine Informationsstele aufgestellt. Die Initiative dazu ging vom Forstamt Reinhardshagen und der Evangelischen Akademie Hofgeismar aus.
Verschiedentlich wurde gemutmaßt, ob die Schriftstellerin Annette von Droste-Hülshoff von diesem Baum und dem damit verknüpften Ereignis zu ihrer Novelle Die Judenbuche (1842) inspiriert worden ist. Tatsächlich hatte sie den Reinwaldswald bereist, und in dieser Zeit gab es in den Dörfern des Reinhardswaldes einen Förster namens Friedrich Mergell und einen weiteren mit Namen Carl Friedrich Mergell. Die Ähnlichkeit mit dem Namen der Hauptperson der Judenbuche, Friedrich Mergel, ist offensichtlich.
Trotzdem hatte Droste-Hülshoff ganz offenkundig nicht in erster Linie das Geschehnis im Reinhardswald vor Augen, als sie ihre Novelle schrieb, denn sie siedelte sie nicht nur eindeutig im „gebirgichten Westfalen“ an, sondern auch die zugrunde liegende Handlung hatte sich tatsächlich im Dorf Bellersen bei Brakel (bei Droste-Hülshoff mit B. abgekürzt) gerichtsaktenkundig abgespielt.

## Sehenswürdigkeiten und Kulturelles
Bekanntestes Ausflugsziel im Reinhardswald ist das „Dornröschenschloss“ Sababurg mit dem Tierpark Sababurg und dem Naturschutzgebiet Urwald Sababurg, das zwischen dem Park und Beberbeck liegt. Nahe Trendelburg befinden sich die Wolkenbrüche bei Trendelburg und das einstige Wasserschloss Wülmersen. Am Nordrand der Waldlandschaft lohnt ein Besuch von Bad Karlshafen und der Krukenburg. Auf der Südabdachung stand einst die Burg Knickhagen.
Auf einer kleinen, durch einen Sturm 2018 entstandenen Waldlichtung steht die Gerichtseiche Gahrenberg mit einem Brusthöhenumfang von 7,60 m (2017). Es handelt sich um die älteste Huteeiche im Reinhardswald, ihr Alter liegt bei rund 550 Jahren. Allerdings ist der Baum seit Jahrzehnten krank; die Krone ist inzwischen großenteils abgestorben; der Hauptstamm weist in seinem Inneren einen Hohlraum auf, worin mehrere Erwachsene Platz haben. Lediglich ein großer Hauptast ist noch vital.

## FriedWald Reinhardswald

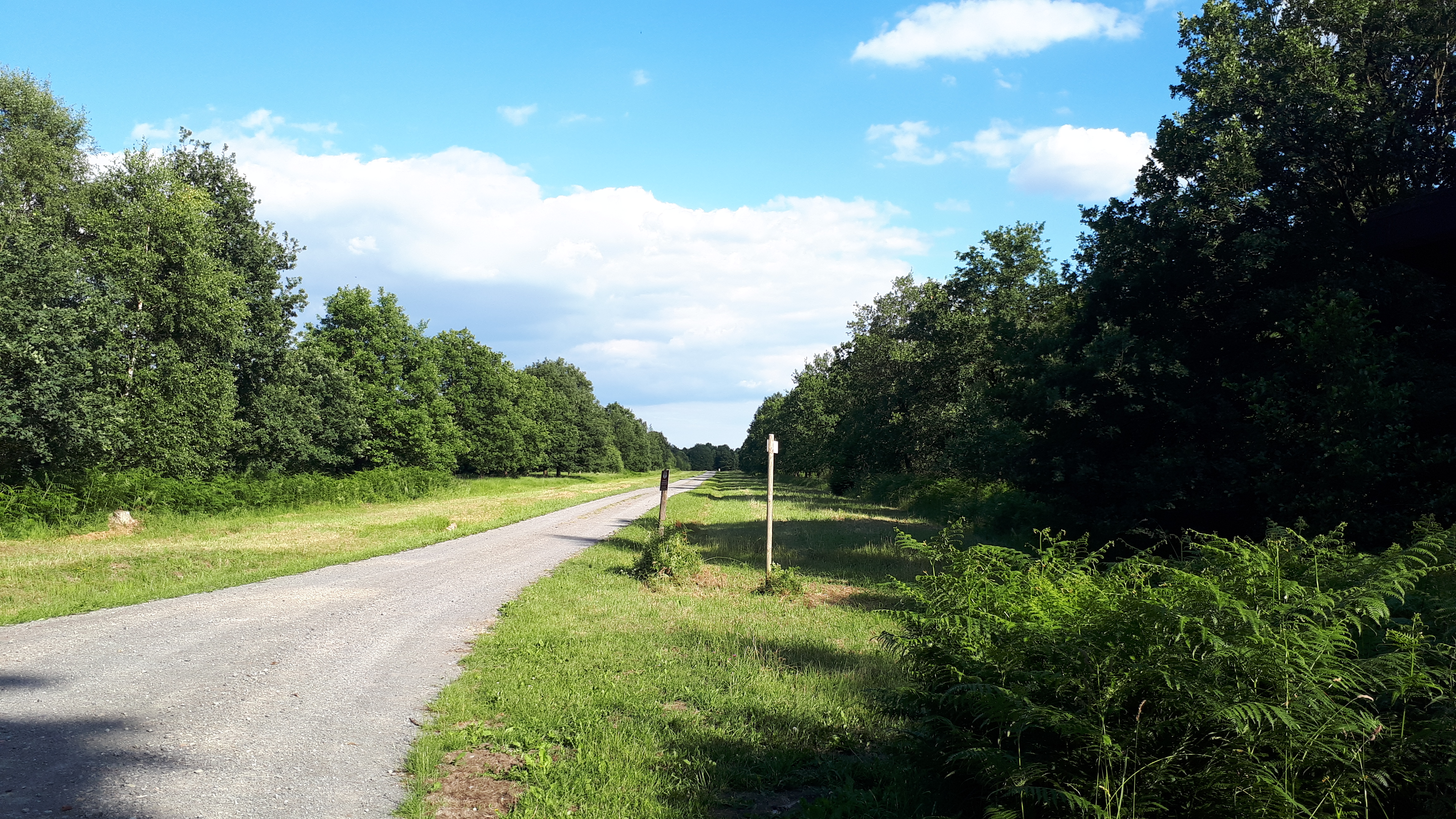
Eine Forststraße, die durch den Bestattungswald führt. Entlang des Weges befinden sich Bestattungsbäume

Innerhalb des Reinhardswaldes liegt im Gutsbezirk Reinhardswald mit dem FriedWald Reinhardswald seit seiner Eröffnung am 1. November 2001 der erste deutsche Bestattungswald. Er befindet sich nordwestlich des Staufenbergs im Staufenberger Bruch beiderseits der Waldstraße. Die Entstehung des 116 ha großen Waldfriedhofs ist der Initiative des Forstmanns und Naturschützers Hermann-Josef Rapp zu verdanken. Bestattet wird im Wurzelbereich von Bäumen – bis zu 10 Totenaschen pro Baum. Jegliche Grabpflege ist untersagt. Besonderheit des naturbelassenen Waldfriedhofs sind seine Hutewaldflächen.

## Verkehr und Wandern

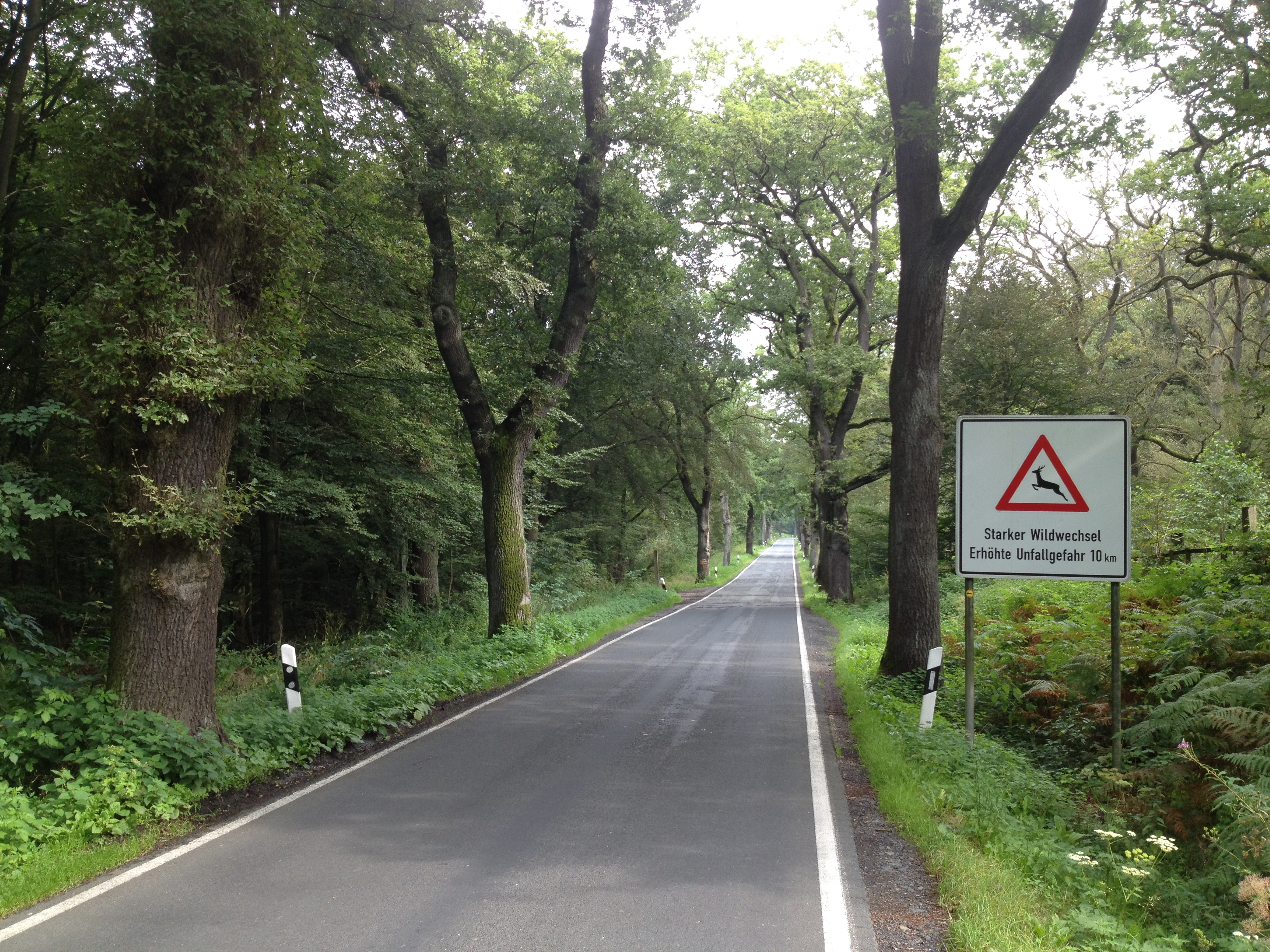
Typische Straße im Reinhardswald: L 3229 nahe Forsthaus Mariendorf

Durch das südlich des Reinhardswaldes liegende Fuldatal führt zwischen Kassel und Hann. Münden die Bundesstraße 3, durch das östlich und nördlich befindliche Wesertal zwischen Hann. Münden und Bad Karlshafen die Bundesstraße 80 und durch die westlich gelegene Hofgeismarer Rötsenke zwischen Kassel und Bad Karlshafen die Bundesstraße 83. Im Süden zweigt von der B 3 bei Simmershausen die Landesstraße 3232 ab. Sie verläuft nordwärts durch Rothwesten und Holzhausen in den Reinhardswald, in dem sie an der von Hofgeismar durch Carlsdorf, Udenhausen und Mariendorf in West-Ost-Richtung durch den Wald nach Veckerhagen führenden L 3229 endet.
Etwas nördlich des Straßenendpunkts beginnt an der L 3229 die Waldstraße, die nordwärts durch den südlichen Mittelteil des Reinhardswaldes verläuft; beiderseits der Straße liegt der FriedWald Reinhardswald. Die schmale Straße endet nahe der Sababurg an der kurzen Kreisstraße 56. Letztere trifft nordwestlich unterhalb der Burg nahe dem Tierpark Sababurg auf die aus Richtung Hofgeismar an der B 83 im Südwesten kommende, die Gehöft-Ansiedelung Beberbeck passierende sowie den Urwald Sababurg und den Park tangierende K 55. Beim Park knickt die K 55 nach Nordnordwesten ab und führt durch den nördlichen Mittelteil des Reinhardswaldes nach Gottsbüren. Dort endet die Straße an der von Trendelburg im Essetal an der B 83 durch Friedrichsfeld und Gottsbüren in Westsüdwest-Ostnordost-Richtung durch den Wald nach Gieselwerder im Wesertal an der B 80 verlaufenden L 763.
Nahe dem nordöstlichen Ortsausgang von Gottsbüren zweigt von der L 763 die K 75 ab, die durch den Nordteil des Reinhardswaldes führt und an der K 76 endet. Diese verbindet das nahe dem Straßenendpunkt liegende Helmarshausen an der B 83 im Diemeltal im Westen mit der B 80 im Wesertal im Osten; nahe dem östlichen Endpunkt der K 76 liegt im Wesertal Gewissenruh.
Der Reinhardswald kann in Süd-Nord-Richtung durchquert werden von Holzhausen durch Gottsbüren nach Helmarshausen (auf der L 3232, der L 3229, der Waldstraße, der K 56 und K 55, der L 763, der K 75 und K 76). Dabei führt die Strecke auf etwa 38 km über vielerorts schmalen Straßen, die insbesondere im Süden der Landschaft zumeist gerade verlaufen. Im nördlichen Mittelteil führt die Route an der Sababurg, dem Forsthaus Bensdorf, dem Hof Bensdorf, zwei Bauerschaften, der etwas abseits der Straße liegende Ansiedlung Auf dem Gleichen vorbei bis zum Dorf Gottsbüren.
Teilweise vorbei am und durch den Reinhardswald verlaufen Abschnitte der Dornröschen-Route der Deutschen Märchenstraße: unmittelbar südöstlich entlang der Waldlandschaft im Wesertal als Teil der B 80 zwischen Hann. Münden und Veckerhagen, von dort durch ihren südlichen Mittelteil bis zum Tierpark Sababurg als Teil der Waldstraße und K 56, dann durch die westlichen Bereiche des Waldes als Teil der K 55, K 58 und L 763 durch Friedrichsfeld nach Trendelburg und daran anschließend im Diemeltal nach Bad Karlshafen. Zwischen Hann. Münden und Uslar verläuft der Reinhardswald-Abstecher der Straße der Weserrenaissance.
Im Reinhardswald gibt es viele Wandererparkplätze. Dort stehen zumeist Informationstafeln zur Flora und Fauna oder der Geschichte der Waldlandschaft. Im Wald ermöglichen viele Wege Wanderungen. Hindurch führen zum Beispiel Abschnitte der Wege Frau-Holle-Pfad, Märchenlandweg und Wildbahn und zudem der Reinhardswald-Westweg und -Ostweg. Außerdem gibt es mehrere Lehrpfade mit dem Eco Pfad Kulturgeschichte Knickhagen-Wilhelmshausen, dem Eco Pfad Bergbau Holzhausen Reinhardswald, dem Eco Pfad Kulturgeschichte Ahlberg-Mariendorf, den Eco Pfad Pilgerwegen zum Wallfahrtsort Gottsbüren, dem Eco Pfad Burgen Museen Wasser Gieselwerder und dem Eco Pfad Archäologie Sieburg. Radtouren sind zum Beispiel auf dem Reinhardswaldradweg oder entlang der Holzape möglich.

## Streit um Windkraft

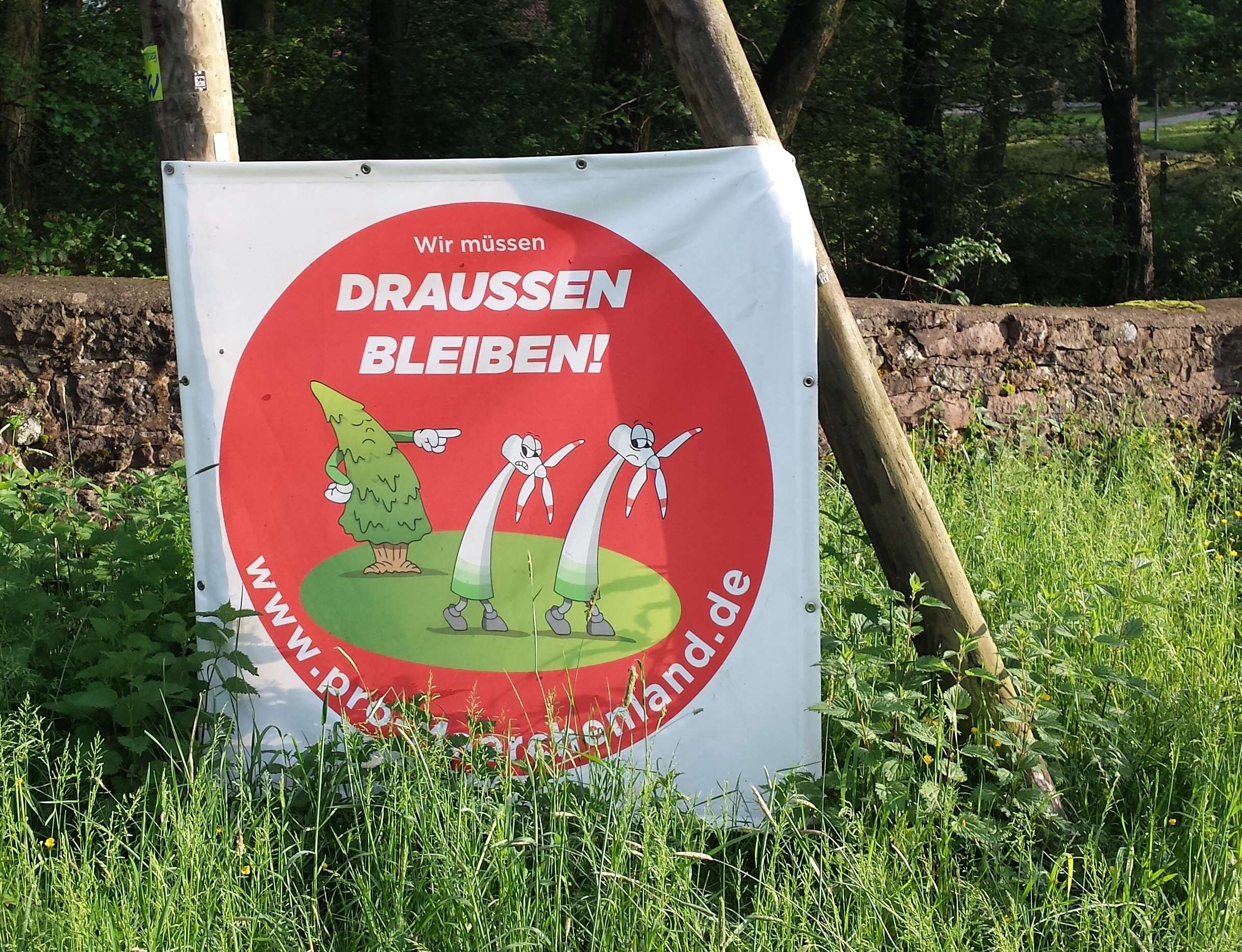
Protestplakat bei der Sababurg

Seit etwa 2013 kritisieren Naturschützer und Anwohner die im Zuge der Energiewende verfolgten Pläne, den Reinhardswald für Windkraftanlagen zu öffnen. Die Bürgerinitiative Oberweser Bramwald e. V. und der Zusammenschluss Aktionsbündnis Märchenland/Rettet den Reinhardswald setzen sich dafür ein, den Reinhardswald frei von Windparks zu halten. Die Vereinigungen argumentieren mit der Bedrohung von Vögeln, Fledermäusen und anderen Tieren, Gefährdung des Trinkwassers, Verlust eines der letzten großen bisher weitgehend unzerschnittenen Waldgebiete in Deutschland und die Zerschneidung von Lebensräumen durch die Bauwege, wodurch das Ökosystem dauerhaft gestört werde.
2014 sah der Regionalplan Nordhessen im Staatsforst Reinhardswald Windvorrangflächen in einer Größenordnung von ca. 100 Windkraftanlagen vor. 2016 wurde ungeachtet der jahrelangen Proteste der Teilregionalplan Energie Nordhessen von der Regionalversammlung Nordhessen beschlossen und 2017 von der hessischen Landesregierung genehmigt. Unter den darin genannten  Vorranggebieten für Windkraftnutzung in Nordhessen befinden sich sieben Flächen im Gutsbezirk Reinhardswald.
Auf den  Flächen Farrenplatz und Langenberg sind 18 Windkraftanlagen mit einer Gesamthöhe von 241 m genehmigt worden. Eilanträge gegen die Genehmigungen stoppten 2022 die Arbeiten. 2023 gingen die Arbeiten weiter, nachdem ein Gericht den Baustopp für die Baustraße aufgehoben hatte.
In Hofgeismar-Hombressen und im Gutsbezirk Reinhardswald sind neun Windkraftanlagen des Typs Vestas Wind Systems mit 250 m Gesamthöhe geplant, die das Regierungspräsidium 2023 genehmigte.

## Trivia

### Briefmarke
Die Deutsche Post brachte am 2. November 2017 eine Sondermarke Reinhardswald zu 0,90 € heraus.

## Filmdokumentationen
- Der Baum der Bäume. Geheimnisvolle Reise in die Welt der Eichen, Deutsche TV-Dokumentation von Herbert Ostwald, Deutschland 2004, 75 Minuten (im Mittelpunkt stehen alte Hute-Eichen des Reinhardswaldes)
- Der Reinhardswald, TV-Dokumentation von Simone Jung, Deutschland 2005 (der Film gibt Einblick in das Leben einiger Menschen die im Wald und vom Holz leben; auch die Sababurg und ihre Restaurierung ist ein Thema)
- Erlebnis Hessen: Im Bann des Reinhardswaldes, TV-Dokumentation, hr (44:06 Min.), 2015, auf hr-online.de
- Bodendenkmäler im Reinhardswald 2015-07-24 hr, hessenschau 3:08 min – https://www.youtube.com/watch?v=ilYFyzSXNJM
- Wenn für Windräder Wald gerodet wird. ZDF-Sendung Frontal 21, 24. Juli 2018 / youtube.com
- Drückjagd Reinhardswald 2016 Hessen – K&K Premium Jagd https://www.youtube.com/watch?v=Lrr6lnnfIfw&pbjreload=10